# Thomas Cavendish
Thomas Cavendish (ur. 19 września 1560 w Trimley St Martin, zm. maj 1592) – angielski żeglarz i korsarz. 
Thomas Cavendish służył pod rozkazami królowej Elżbiety I. Brał udział w wojnie korsarskiej pomiędzy Anglią a Hiszpanią i Portugalią, toczonej w wojnie w latach 1496–1604.

W 1585 wyruszył w pierwszy rejs korsarski do brzegów Indii, a już rok później na trzech galeonach i z 123 ludźmi, w rejs dookoła świata. Po drodze atakował hiszpańskie osady i statki wzdłuż wybrzeży Ameryki Południowej, od Patagonii po Meksyk. Gdy przedostał się na Pacyfik, skierował się na Filipiny, Moluki i Jawę. W 1588 roku wrócił do Anglii na jednym okręcie Desire i z łupami. 
W 1591 roku wyruszył na kolejną wyprawę na Pacyfik na pięciu galeonach. W zimie dotarł do Cieśniny Magellana, gdzie z powodu sztormu jego statek Leicester musiał zawrócić i zatonął w pobliżu Wyspy Świętej Heleny. Thomas Cavendish zginął, a wkrótce później wszystkie statki oprócz jednego (Desire) zatonęły. 